# تپه توپچی باغی
تپه توپچی باغی مربوط به عصر مس و سنگ - عصر آهن - سده‌های اولیه دوران‌های تاریخی پس از اسلام است و در شهرستان اهر، بخش مرکز ی، دهستان آذغان، روستای آذغان واقع شده و این اثر در تاریخ ۱۵ دی ۱۳۸۷ با شمارهٔ ثبت ۲۳۹۶۱ به‌عنوان یکی از آثار ملی ایران به ثبت رسیده است.